# Gudrun Anderson
Gudrun Elisabet Anderson, född Rystedt 2 april 1931 i Kvarntorp, Östra Ämterviks församling, Värmlands län, död 31 oktober 2010 i Stockholm var en svensk sångtextförfattare och vävlärare. Hon var gift mellan 1955 och 1985 med kompositören och sångtextförfattaren Stig "Stikkan" Anderson. De gifte sig i Sunne kyrka i Fryksdalen, Värmland 1955 och fick barnen Marie, Anders och Lasse. Gudrun och Stikkan Anderson är begravda på Galärvarvskyrkogården i Stockholm.